# Bog je mlad
Bog je mlad (Dio è giovane) knjiga je razgovora pape Franje s novinarom Thomasom Leoncinijem. Objavljena je 2018. godine.

## Sadržaj
Svjedočeći o Bogu koji nije samo Otac – i Majka, kako je već istaknuo Ivan Pavao I. – nego i Sin, i zato Brat, papa Franjo u ovoj knjizi svim ljudima upućuje i na srce stavlja oslobađajuću poruku koja nadilazi sadašnjicu i zacrtava budućnost kako bi se istinski obnovio svijet u kojem živimo. Svojim izvanrednim riječima Papa se zalaže da mladi naraštaji zauzmu središnje mjesto, naziva ih protagonistima opće povijesti izvlačeći ih s margina na koje su predugo bili potisnuti: veliki odbačenici našega nemirnog vremena zapravo su „napravljeni na isti kalup“ kao i Bog, njihove najbolje odlike ujedno su i njegove, i jedino izgradnjom mosta između starih i mladih moći će se pokrenuti revoluciju nježnosti koja nam je svima silno potrebna. U hrabru, iskrenu i izravnu razgovoru s Thomasom Leoncinijem papa Franjo se obraća ne samo mladima cijeloga svijeta, unutar i izvan Crkve, nego i svima odraslima koji imaju odgajateljsku ulogu, ulogu vodstva u obitelji, u župama i biskupijama, u školi, u svijetu rada, u udrugama i u najrazličitijim ustanovama. Njegova se promišljanja odvažno, mudro i gorljivo bave važnim temama današnjice – od onih najintimnijih do onih vezanih za društveno i javno područje. Isprepličući duhovne poticaje te vlastite uspomene i predviđanja, papa Franjo u knjizi tako dotiče mnoge suvremene izazove kao što su odnosi među generacijama, perspektive mladih, strahovi i snovi, površno življenje, ovisnosti, moda i ljepota, depresija, bullying, plastična kirurgija, potreba da se bude vidljiv na društvenim mrežama, lažne vijesti itd. Knjiga odiše perspektivom i nadom i služe obogaćenju svakog čovjeka.